# Jhajha
Jhajha è una città dell'India di 36.424 abitanti, situata nel distretto di Jamui, nello stato federato del Bihar. In base al numero di abitanti la città rientra nella classe III (da 20.000 a 49.999 persone).

## Geografia fisica
La città è situata a 24° 46' 0 N e 86° 22' 0 E e ha un'altitudine di 122 m s.l.m..

## Società

### Evoluzione demografica
Al censimento del 2001 la popolazione di Jhajha assommava a 36.424 persone, delle quali 19.419 maschi e 17.005 femmine. I bambini di età inferiore o uguale ai sei anni assommavano a 5.623, dei quali 2.986 maschi e 2.637 femmine. Infine, coloro che erano in grado di saper almeno leggere e scrivere erano 22.836, dei quali 13.880 maschi e 8.956 femmine.